# Războiul Dakota din 1862
Războiul Dakota din 1862, cunoscut și sub denumirea de Răscoala Sioux, Răscoala Dakota, Răbufneala Sioux din 1862, Conflictul Dakota, Războiul S.U.-Dakota din 1862 sau Războiul Little Crow, a fost un conflict armat între Statele Unite și câteva clanuri din tribul Dakota (cunoscute și sub denumirea de triburile estice Sioux). Bătălia a început pe 17 august 1862, de-a lungul râului Minnesota în sud-vestul statului Minnesota. Războiul a fost caracterizat de ample atacuri asupra maselor de coloniști și imigranți;din acest motiv, mare parte au părăsit teritoriile. Intensa dorință de răzbunare s-a încheiat cu o execuție în masă a 38 de bărbați din Dakota pe 26 decembrie 1862, în Mankato, Minnesota.
De-a lungul anilor 1850, încălcarea tratatelor de către Statele Unite și plata târzie sau nedreaptă a anuităților de către agenții indieni au condus la inaniție și au complicat viața membrilor Dakota. Negustorii care întrețin relații economice cu Dakota au cerut ca anuitățile să le fie remise acestora de către guvern - fapt care face posibilă negocierea necinstită dintre agenți și negustori fără implicarea tribului Dakota. La mijlocul anului 1862, membrii Dakota au cerut plata anuităților direct de la agentul lor, Thomas J. Galbratith. Negustorii au refuzat să furnizeze mai multe rezerve „pe credit” sub aceste condiții, iar negocierile au ajuns în impas.
Pe data de 17 august 1862, un tânăr membru Dakota însoțit de alți trei membri au ucis cinci coloniști albi în timpul unei vânători. În acea noapte, un consiliu al tribului Dakota a decis să atace coloniile situate de-a lungul văii râului Minnesota în încercarea de a-i izgoni pe albi din zonă. Nu există un raport oficial privitor la numărul de coloniști uciși, deși în cel de-al doilea discurs al lui Abraham Lincoln cu privire la starea uniunii, acesta afirma că nu mai puțin de 800 de bărbați, femei și copii și-au pierdut viața.
Pe parcursul următoarelor luni, conflictele continue ale tribului Dakota cu coloniștii și, mai târziu, cu armata Statelor Unite, s-au încheiat cu capitularea majorității clanurilor Dakota. Până în târziul lunii decembrie 1862, soldații au capturat peste o mie de membri Dakota. Aceștia din urmă au fost închiși în Minnesota. În urma proceselor și sentințelor, 38 din aceștia au fost spânzurați pe 26 decembrie 1862, cel mai mare număr de persoane executate într-o singură zi din istoria Americii. În aprilie 1863, restul membrilor Dakota au fost alungați din Minnesota în Nebraska și Dakota de Sud. Congresul Statelor Unite le-a desființat rezervațiile.

## Istoric

### Tratatele precedente
Statele Unite și liderii Dakota au negociat Tratatul de la Traverse des Sioux pe 23 iulie 1851, iar Tratatul de la Mendota pe 5 august 1852, în care tribul Dakota ceda mari terenuri de pământ din teritoriul Minnesota Statelor Unite. În schimbul acestora, vor primi bani și bunuri. Din acel moment, membrii Dakota aveau să trăiască într-o rezervație indiană largă de 32 km. stabilită pe o întindere de 240 km. în partea superioară a râului Minnesota.
Totuși, Senatul Statelor Unite a șters articolul 3 al ambelor tratate - articol care specifica întemeierea rezervațiilor - în timpul ratificării. Mare parte din compensațiile promise nu au fost furnizate, au fost pierdute sau au fost pur și simplu furate din cauza corupției existente în Biroul Afacerilor Indiene (denumit în acea perioadă Oficiul Afacerilor Indiene). De asemenea, plata anuităților garantate membrilor Dakota erau deseori înmânate direct negustorilor (tribul avea îndatoriri către aceștia).

### Încălcarea teritoriilor Dakota
Când Minnesota a devenit un stat pe data de 11 mai 1858, reprezentanții a câteva clanuri Dakota în frunte cu Little Crow au călătorit spre Washington, D.C. pentru a negocia aplicarea tratatelor existente. Partea nordică a rezervației stabilită de-a lungul râului Minnesota a fost pierdută, iar drepturile acestora asupra carierei din Pipestone, Minnesota au fost suspendate. Aceste acțiune au reprezentat o lovitură puternică poziției ocupate de Little Crow în cadrul comunității Dakota.
Terenul a fost împărțit în districte și parcele pentru întemeierea coloniei. Exploatarea forestieră și agricultura realizate pe aceste parcele au eliminat pădurile și preriile din jur, fapt care a întrerupt ciclul anual al tribului care consta în a cultiva, vâna, pescui și culege grâu sălbatic. Coloniștii au redus dramatic vânatul - precum bizonul, elanul, cerbul cu coadă albă și ursul. Din această cauză, accesul la carne a scăzut considerabil în sudul și vestul statului Minnesota, iar comerțul cu blănuri a fost puternic afectat.

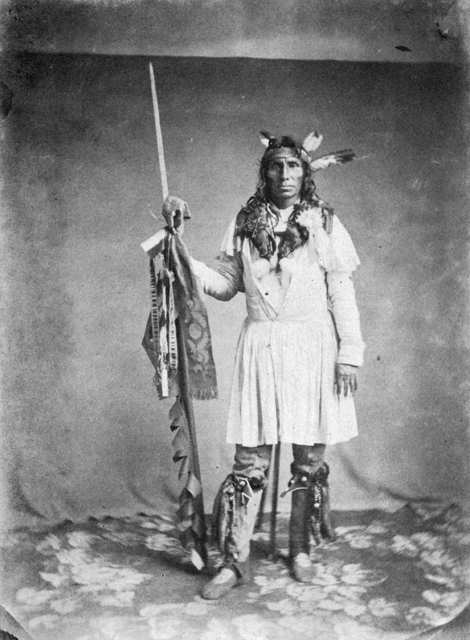
Little Crow, căpetenia Dakota.

Deși plățile au fost garantate, guvernul Statelor Unite deseori întârzia sau eșua înmânarea acestora deoarece la momentul respectiv era în toi războiul civil. Mare parte din terenurile aflate în valea râului nu erau arabile, iar comunitatea Dakota nu mai putea să se susțină doar prin vânătoare. Aceștia au început să se simtă din ce în ce mai nemulțumiți din cauza pierderilor: terenul, neplata anuităților, încălcarea tratatelor, hrana insuficientă și foametea creată de pierderea recoltelor. Tensiunile s-au accentuat pe parcursul verii anului 1862.

### Negocierile
Pe 4 august 1862, reprezentanții clanurilor nordice Sissetowan și Wahpeton Dakota s-a întâlnit la Agenția Upper Sioux în partea de nord-vest a rezervației unde au negociat cu succes obținerea unor alimente. Când alte două clanuri ale Dakota, sudicele Mdewakanton și Wahpekute, s-au adresat Agenției Lower Sioux în vederea obținerii unor rezerve pe 15 august 1862, cererea acestora a fost respinsă. Agentul Indian - concomitent și senator al statului Minnesota - Thomas Galbraith administra zona și nu distribuia hrană acestor clanuri în lipsa unei plăți.
La o întâlnire între membrii Dakota, guvernul Statelor Unite și negustorii locali, reprezentanții tribului au cerut reprezentantului negustorilor guvernamentali, Andrew Jackson Myrick, să le vândă hrană pe credit. Răspunsul acestuia din urmă a fost: „Cât mă privește pe mine, dacă le este foame să mânânce iarbă sau propriile fecale”. Contextul temporal în care Myrick afirma acest lucru - sfârșitul lunii august 1862 - este însă echivoc din punct de vedere istoric. O altă versiune este aceea că Myrick se referea la femeile indiene care erau obișnuite cu examinarea podelelor grajdurilor din fort în încercarea de a găsi ovăz neprocesat. Amestecat cu puțină iarbă, acesta le era oferit copiilor înformetați.
Totuși, afirmația lui Myrick a fost înțeleasă de către Little Crow și clanul său. Într-o scrisoare adresată generalului Sibley, Little Crow preciza că afirmația reprezenta un motiv major în declanșarea războiului: „Dragă Domnule - Din ce cauză am inițiat acest conflict își voi spune. datorită maiorului Galbrait [sic] am realizat acest tratat cu Guvernul un mare lucru pentru cât de puțin obținem din el, iar apoi nu putem obține până când propriii noștri copii erau pe moarte din cauza foametei - este cu negustori ca Mr A[ndrew] J Myrick care le-a spus Indienilor că vor mânca iarbă sau propriile fecale”.

## Războiul

### Primele conflicte
Pe 16 august 1862, plățile garantate de tratat tribului Dakota au ajuns în St. Paul, Minnesota și au fost aduse la Fortul Ridgely în următoarea zi. Au ajuns însă prea târziu pentru a preveni violențele. Pe 17 august 1862, unul dintre patru tineri Dakota aflați la vânătoare în Acton Township, Minnesota, a furat niște ouă și a ucis cinci coloniști albi. Imediat după săvârșirea acestor fapte, consiliul de război al tribului a fost convocat, iar liderul acestora - Little Crow - a fost de acord cu continuarea atacurile asupra coloniilor americane în încercarea de a-i alunga pe aceștia din teritoriu.
Pe 18 august 1862, Little Crow se afla în fruntea unui grup plecat să atace Agenția Lower Sioux. Andrew Myrick a fost printre primii oameni uciși. Acesta fost descoperit în timp ce încerca să scape printr-o fereastră aflată la al doilea etaj al unei clădiri din agenție. Trupului lui Myrick a fost găsit mai târziu cu gură plină de iarbă. Luptătorii au incendiat clădirile din Agenția Lower Sioux, iar coloniștii au avut suficient timp să se salveze trecând râul către Redwood Ferry. Forțele miliției Minnesota și Compania B a celei de-a 5-a Infanterie de Voluntari din Minnesota au fost trimise să reprime revolta, însă au fost învinși în bătălia de la Redwood Ferry. Douăzeci și patru de soldați, inclusiv comandantul acestora - căpitaul John Marsh - au fost uciși în luptă. Pe parcursul zilei, grupurile de războinici Dakota au hoinărit prin valea râului Minnesota și în apropierea acestuia, ucigând toți coloniștii care le ieșeau în cale. Numeroase colonii, printre care și districtul Milford, Leavenworth și Sacred Heart, au fost înconjurate și incendiate, iar populațiile acestora exterminate aproape în întregime.

### Primele ofensive ale tribului Dakota

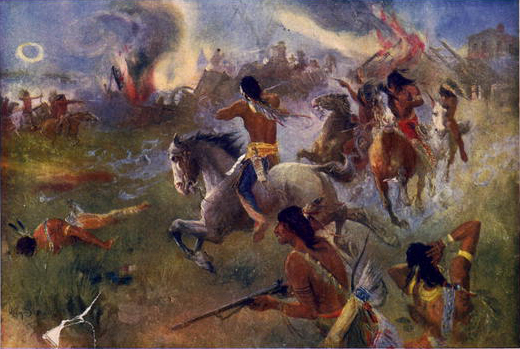
„Asediul orașului New Ulm, Minnesota” de Henry August Schwabe.

Încrezători în succesele inițiale, membrii Dakota și-au continuat ofensiva și au atacat colonia New Ulm, Minnesota, prima dată pe 19 august 1862, și a două oară pe 23 august 1862. Războinicii Dakota au decis la început să nu atace Fortul Ridgely - care era bine apărat -  de-a lungul râului. Aceștia s-au întors spre oraș, ucigând toți coloniștii care le ieșeau în cale. Până la inițierea atacului asupra orașului New Ulm, rezidenții acestuia au organizat poziții defensive în centrul localității și au reușit să-i țină la distanță pe războinici pe parcursul atacului de scurtă durată. Aceștia din urmă au reușit să pătrundă unele poziții și au incendiat mare parte din oraș. Până la lăsarea serii, o furtună a potolit indienii prevenind alte atacuri asupra coloniei.
Soldații și miliția din orașele învecinate (inclusiv două companii ale celei de-a 5-a Infanterie de Voluntari Minnesota staționate la Fortul Ridgely) au înarmat New Ulm. Rezidenții au continuat să construiască baricade în jurul orașului.
Tribul Dakota a atacat Fortul Ridgely pe 20 și 22 august 1862. Deși aceștia nu au reușit să cucerească fortul, au prins într-o ambuscadă întăririle trimise din fort către orașul New Ulm pe 21 august. Pozițiile defensive din bătălia de la Fortul Ridgely au limitat și mai mult abilitatea forțelor americane de a ajuta coloniile periferice. Raziile tribului au inclus ferme și mici colonii de-a lungul statului Minnesota - cu precădere în sud și centru - și în teritoriile estice ale teritoriului Dakota din acea perioadă.
Contraatacurile miliției Minnesota au avut ca rezultat o înfrângere majoră a forțelor americane în bătălia de la Birch Coulee pe 2 septembrie 1862. Bătălia a început odată cu atacul tribului Dakota asupra unui detașament de 150 de soldați americani la Birch Coulee, 26 km. de Fortul Ridgely. Detașamentul a fost trimis să caute supraviețuitori, să înmormânteze americanii morți și să semnaleze pozițiile războinicilor Dakota. O luptă de trei ore a fost inițiată cu un atac matinal. Treisprezece soldați au fost uciși și 47 au fost răniți în timp ce doar doi membri Dakota și-au pierdut viața. O trupă de 240 de soldați din Fortul Ridgely a ajuns pentru a ajuta detașamentul la Birch Coulee în aceeași după-masă.

### Atacurile din nordul Minnesotei

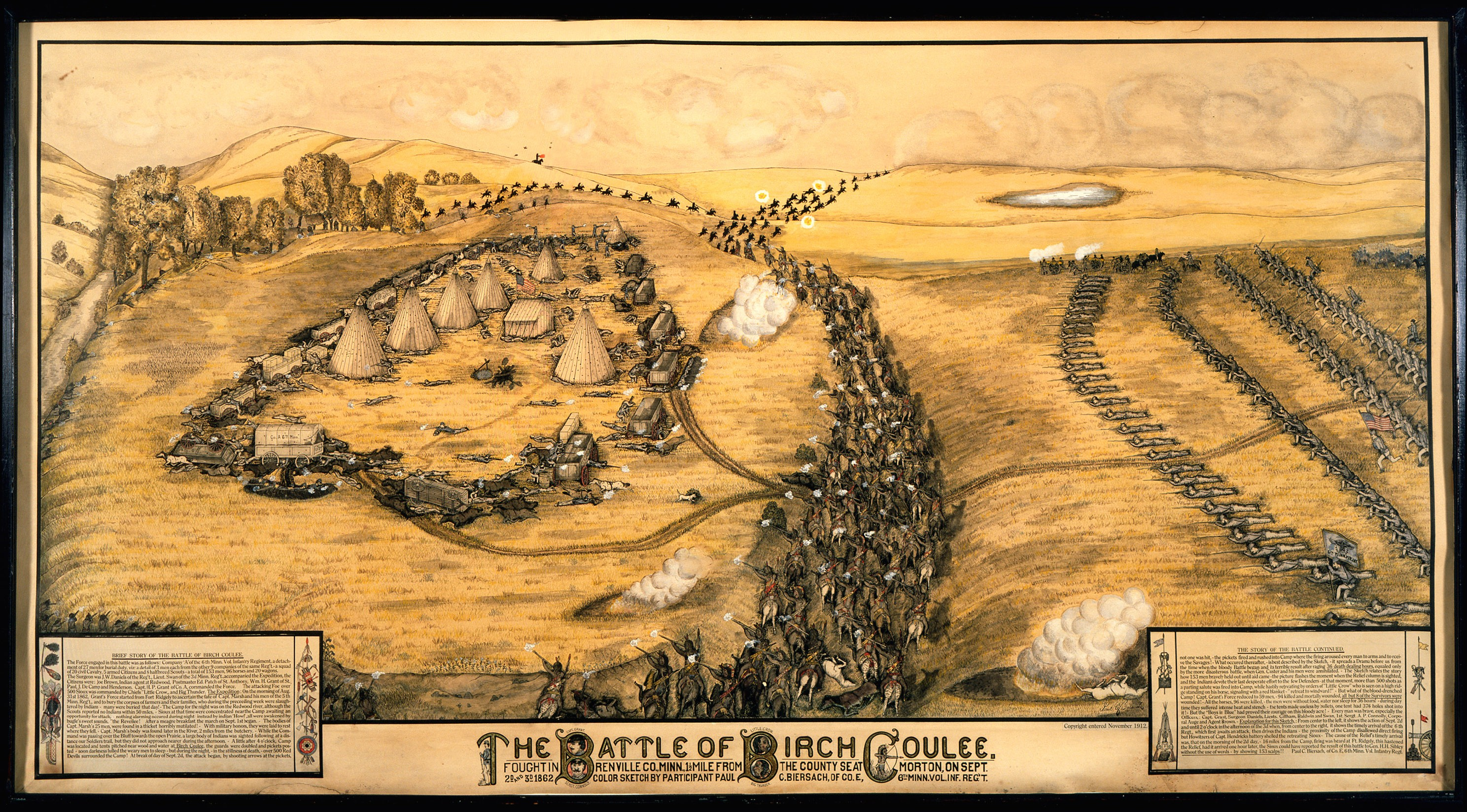
Litografie din 1912 care descrie Bătălia de la Birch Coulee din 1862 - de Paul G. Biersach (1845-1927).

Mai la nord, tribul Dakota a atacat câteva clădiri nefortificate și poduri de-a lungul Traseelor Red River, un traseu comercial între Fortul Garry (azi Winnipeg, Manitoba) și Saint Paul, Minnesota, în Valea Red River din nord-vestul Minnesota și estul teritoriului Dakota. Mulți coloniști și angajați ai Companiei Hudson Bay alături de alți întreprinzători locali din această comitat slab populat s-au refugiat la Fortul Abercrombie, localizat lângă râul Roșu la aproape 40 km sud de ceea ce azi este Fargo, Dakota de Nord. Între august și septembrie, tribul Dakota a lansat câteva atacuri asupra Fortului Abercrombie; toate acestea au fost respinse de către rezidenți.
Între timp, comerțul pe râul Roși cu nava cu aburi sau cu șlepul a încetat. Poștașii, vizitiii și curierii militari erau uciși în timp ce încercau să ajungă în colonii precum Pembina, Dakota de Nord; Fortul Garry, St. Cloud, Minnesota; și Fortul Snelling. Eventual, garnizoana din Fortul Abercrombie a fost salvată de către o companie a armatei Statelor Unite din Fortul Snelling, iar refugiații civili au fost trimiși spre St. Cloud.

### Întăririle americane
Datorită resurselor necesare continuării războiului civil, reprezentanții regiunii erau nevoiți să facă apeluri repetate către președintele Abraham Lincoln în vederea acordării de ajutoare înainte ca acesta să întemeieze Departamentul Nord-vestic pe 6 septembrie 1862, și să-l numească pe generalul John Pope în funcția de comandant. Acesta avea rolul de a înăbuși violențele. De asemenea, conducea cea de-a 3-a Infanterie de Voluntari Minnesota și cea de-a 4-a Infanterie de Voluntari Minnesota. Cea de-a 9-a și a 10-a Infanterie de voluntari erau încă în formare. De asemenea, guvernatorul Minnesotei Alexander Ramsey s-a înrolat cu scopul de a-l ajuta pe fostul guvernator, colonelul Hastings Sibley.
După sosirea unei armate mai mari, ultimele operațiuni ale bătăliei s-au desfășurat în conflictul de la Wood Lake pe 23 septembrie 1862. Conform raportului oficial al locotenent-colonelului William R. Marshall din cea de-a 7-a Infanterie de Voluntari Minnesota, elemente ale acestei infanterii și ale celei de-a 6-a au fost desfășurate în mod egal în adăposturi și pe linia frontului. După o scurtă luptă, forțele din prima linie au atacat triburile Dakota - aflate în momentul respectiv într-o râpă -, aceștia din urmă suferind o înfrângere zdrobitoare.

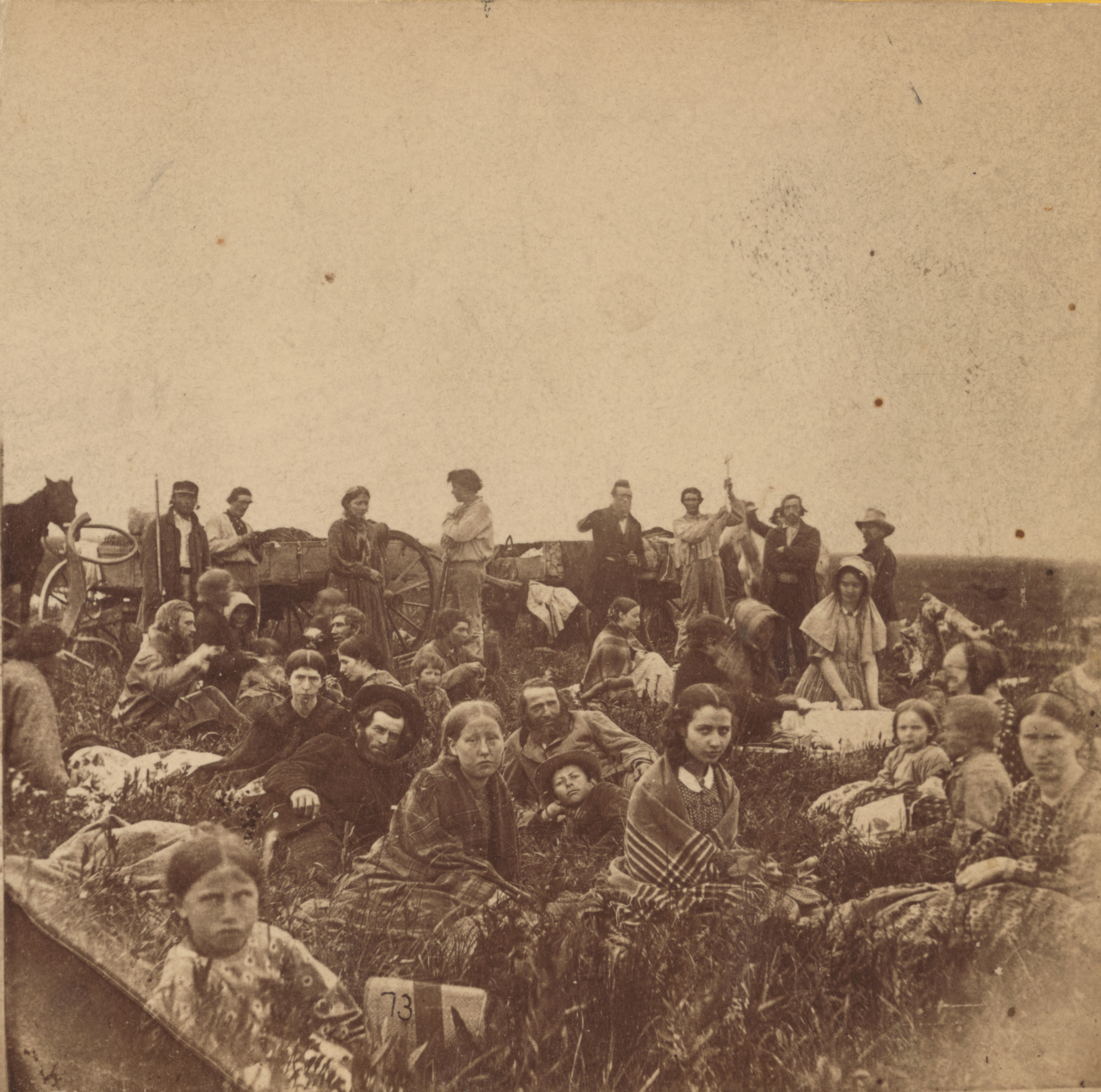
Coloniști fugind din calea violențelor, 1862.

Printre unitățile de soldați din expediția Sibley:
- Compania „The Eureka Squad” a căpitanului Joseph F. Bean.
- Compania căpitanului David D. Lloyd.
- Compania Cavaleriei căpitanului Calvin Potter.
- Batalionul căpitanului Mark Hendrick.
- Prim Locotenent Christopher Hansen al companiei „Cedar Valley Rangers” din a 5-a Miliție Statală Iowa, Mitchell County, Iowa.
- Elemente din a 5-a și a 6-a Miliție Statale Iowa.

### Brigada de frontieră din nordul Iowa
În Iowa, îngrijorarea creată de atacul tribului a condus la construcția unei linii de forturi din Sioux City până la Lacul Iowa. Regiunea era deja militarizată în urma masacrului de la lacul Spirit din 1857. După inițierea conflictului din 1862, legislativul din Iowa a autorizat „... nu mai puțin de 500 de cavaleri din districtele vestice cât de repede cu putință, iar aceștia să fie staționați unde este mai mare nevoie de ei”, cu toate că numărul acestora avea să fie curând redus. Deși nu au existat conflicte în Iowa, revolta Dakota a condus la expulzarea rapidă a puținilor indieni neasimilați din zonă.

### Capitularea tribului Dakota
Majoritatea războinicilor Dakota s-au predat la scurt timp după bătălia de la Wood Lake la Camp Release pe 26 septembrie 1862. Locul și-a câștigat numele datorită eliberării a 269 de prizonieri americani de către tribul Dakota; aceștia au fost preluați de către colonelul Sibley. Prizonierii cuprindeau 162 de „sânge-mixt” (unii probabil urmași ai femeilor Dakota care au fost incluși din greșeală printre cei capturați) și 107 coloniști albi, în mare parte femei și copii. Majoritatea luptătorilor au fost închiși înainte ca Sibley să ajungă în Camp Release. Capitulanții au fost închiși până la procesele militar din noiembrie 1862. Din cele 498 de procese, 300 au primit condamnare la moarte deși președintele a comutat sentința în 262 din cazuri.

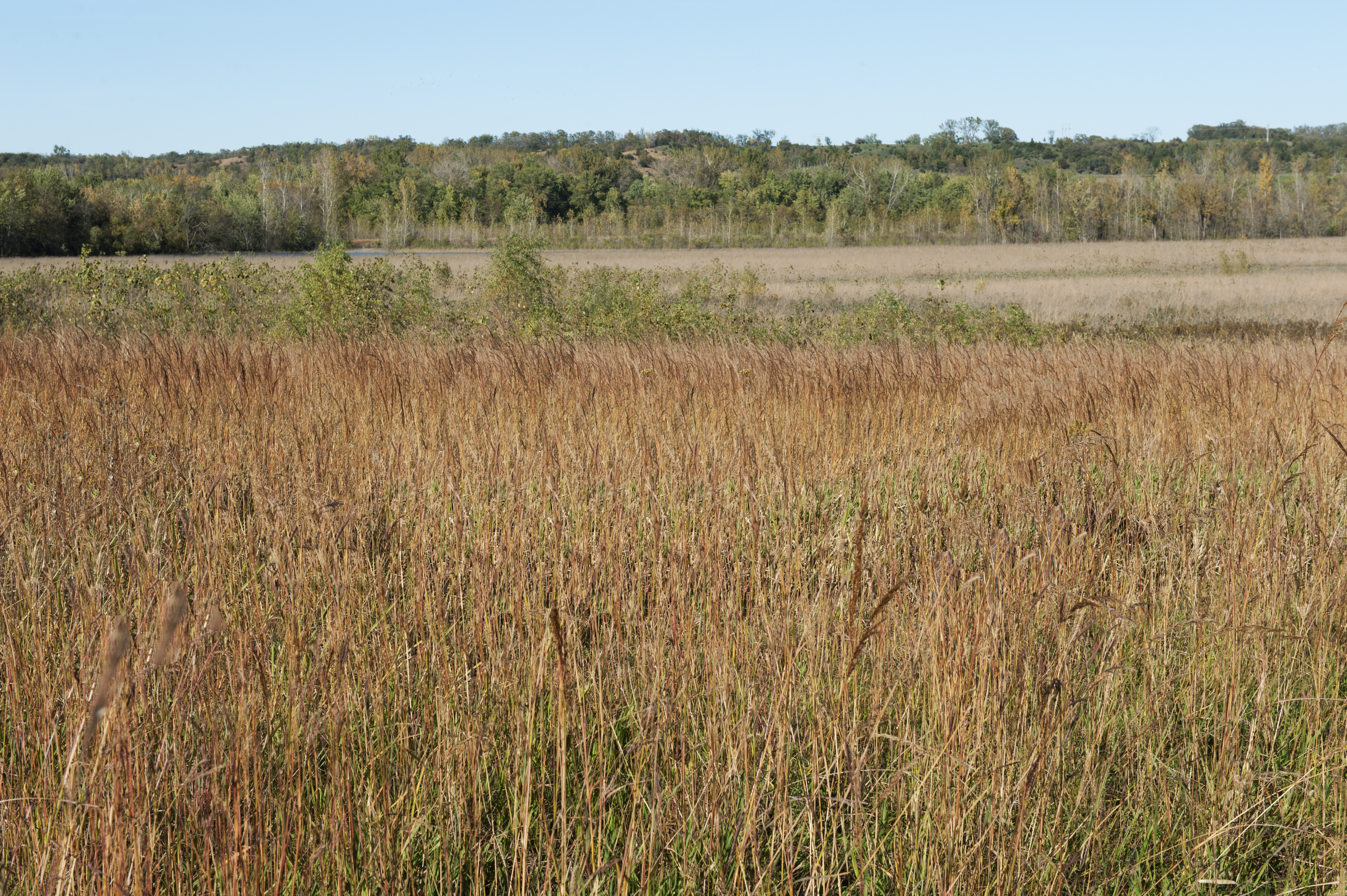
Câmpul de luptă la împlinirea a 150 de ani de la conflictul dintre Statele Unite și triburile Dakota - Minnesota, 2012.

Little Crow a fost obligat să se retragă undeva în septembrie 1862. A locuit pentru o scurtă perioadă de timp în Canada, însă s-a reîntors în zona Minnesotei. Acesta a fost ucis pe 3 iulie 1863, lângă Hutchinson, Minnesota, în timp ce aduna zmeură alături de fiul său. Cei doi au hoinărit pe proprietatea unui colonist alb pe nume Nathan Lamson care l-a împușcat deoarece era o recompensă pusă pe capul său. În urma verificării trupului, craniul și scalpul său au fost expuse în St. Paul, Minnesota. Orașul a deținut trofeele până în 1971 când acestea au fost restituite strănepotului lui Little Crow. Pentru uciderea lui Little Crow, statul i-a oferit lui Lamson 500$ în plus. Pentru complicitate, fiul lui Little Crow a fost condamnat la moarte de către un tribunal militar, o sentință comutată însă la închisoare.

### Procesele
La începutul lunii decembrie, 303 prizonieri Sioux au fost acuzați de crimă și viol de către tribunalele militar și au fost condamnați la moarte. Unele procese au durat mai puțin de 5 minute. Procedurile nu le-au fost explicate inculpaților și nimeni nu i-a reprezentat pe membrii Sioux. Președintele Lincoln a revizuit personal înregistrările proceselor pentru a distinge între cei implicați în conflictul cu Statele Unite, respectiv cei care au comis violuri și crime împotriva populației civile.
Henry Whipple, episcopul Bisericii Episcopale din Minnesota și un reformator al politicii indiene a Statelor Unite, a răspuns printr-o scrisoare deschisă. De asemenea, acesta a mers la Washington DC în toamna anului 1862 în încercarea de a-l convinge pe Lincoln să continue cu îndulgență. Pe de altă parte, generalul Pope și senatorul din Minnesota, Morton S. Wilkinson, i-au adus la cunoștință lui Lincoln că populația albă se opune îngăduinței. Guvernatorul Ramsey i-a spus lui Lincon că dacă cei 303 Sioux nu vor fi executați, atunci „Răzbunarea personala va lua locul judecății oficiale a acestor indieni pe întreaga frontieră”. Într-un final, Lincoln a comutat sentința cu moartea a 262 de prizonieri, însă a permis execuția a 38 de oameni.
Inclusiv clemența parțială a condus la proteste în Minnesota, proteste care au persistat până când Ministerul de Interne nu a oferit albilor din acest stat „compensații rezonabile pentru ravagiile comise”. Mai mult, republicanii n-au avut rezultate atât de bune în  campania electorală din Minnesota în 1864 precum în alți ani. Ramsey - pe atunci în funcția de senator - i-a precizat lui Lincoln că dacă ar fi spânzurat mai mult ar fiavut un electorat mai mare. Se spune că președintele i-ar fi răspuns acestuia că „Nu mi-aș fi putut permite să spânzur oameni pentru voturi”.

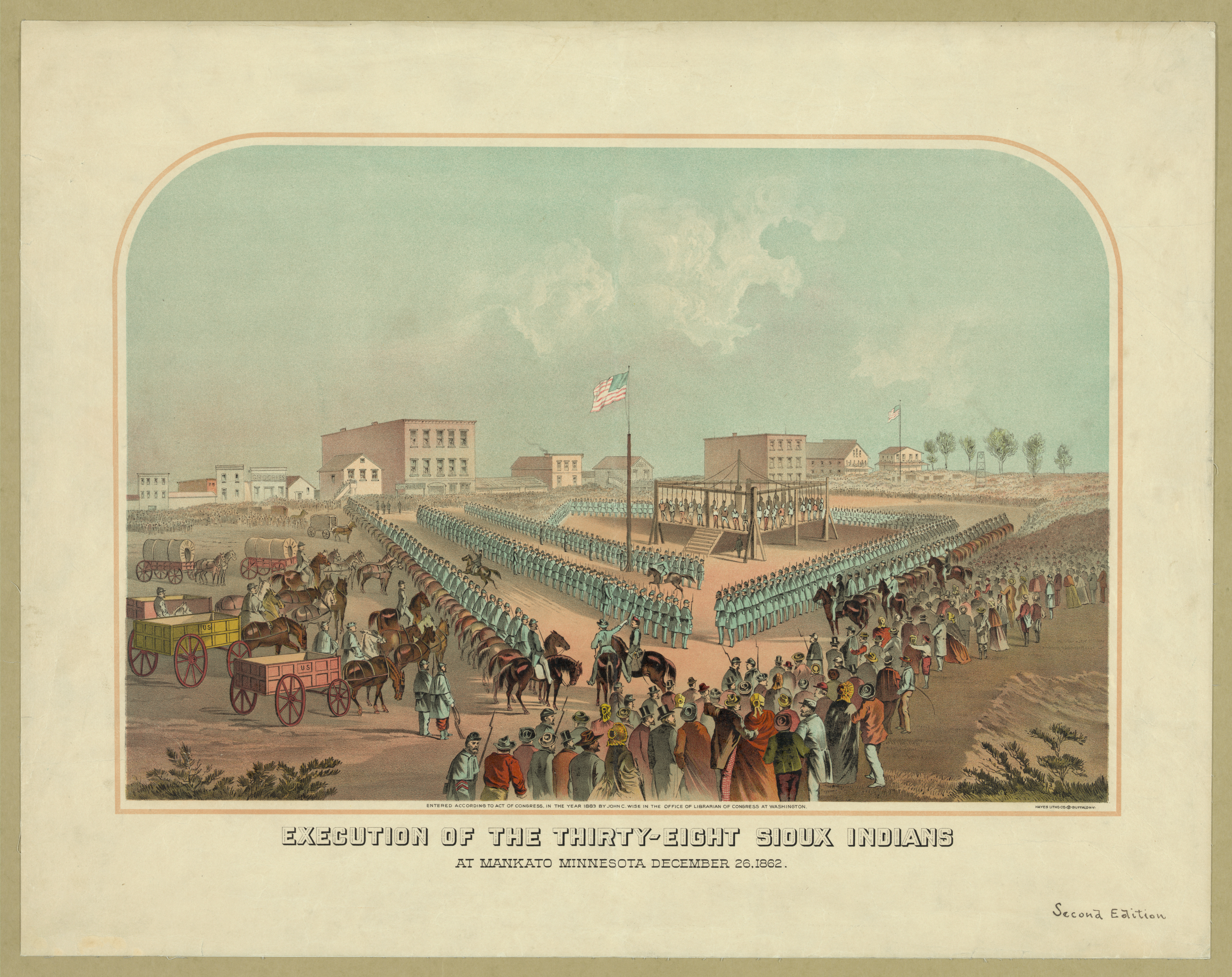
Desen a execuției în masă din 1862 în Mankato, Minnesota.

### Execuțiile
Unuia dintre cei 39 de condamnați i-a fost garantată grațierea. Armata i-a executat pe ceilalți 38 prin spânzurare pe 26 decembrie 1862, în Mankato, Minnesota. Rămâne inclusiv azi cea mai mare execuție în masă din istoria americană. Execuția în masă a fost desfășurată public pe o unică platformă. După ce medicii au confirmat moartea prizonierilor, aceștia au fost înmormântați într-o groapă comună situată pe malul râului. Înainte să fie îngropați, o persoană necunoscută poreclită „Dr. Sheardown” ar fi îndepărtat niște piele de pe prizonieri. Mici cutii care ar fi conținută pielea acestora ar fi fost vândută în Mankato. Cel puțin doi lideri Sioux, Little Six și Medicine Bottle, au fugit în Canada. Acești au fost capturați, drogați și returnați Statelor Unite. Au fost spânzurați la Fortul Snealling în 1865.

### Consecințe medicale
Deoarece exista cerere mare de cadavre pentru studiul anatomic, câțiva doctori și-au dorit să obțină trupurile indienilor uciși în execuție. Mormântul a fost redeschis în timpul nopții, iar corpurile au fost împărțite printre doctori, o practică comună în zonă. Doctorul care a primit corpul lui Stands on Clouds (Maȟpiya Akan Nažiŋ) - cunoscut sub numele de „Cut Nose” - a fost William Worrall Mayo.
Mayo a adus trupul lui Maȟpiya Akan Nažiŋ în Le Sueur, Minnesota, unde l-a disecat în prezența colegilor. Ulterior, a curățat, uscat și lăcuit scheletul. Mayo l-a păstrat într-un container de fier în biroul său. Fiii săi au învățat primele lecții în osteologie utilizând scheletul lui Stands on Clouds. La începutul secolului XX, rămășițele lui Maȟpiya Akan Nažiŋ și a altor indieni au fost returnate de către Clinica Mayo tribului Dakota pentru reînmormântare conform Native American Graves Protection and Repatriation Act.

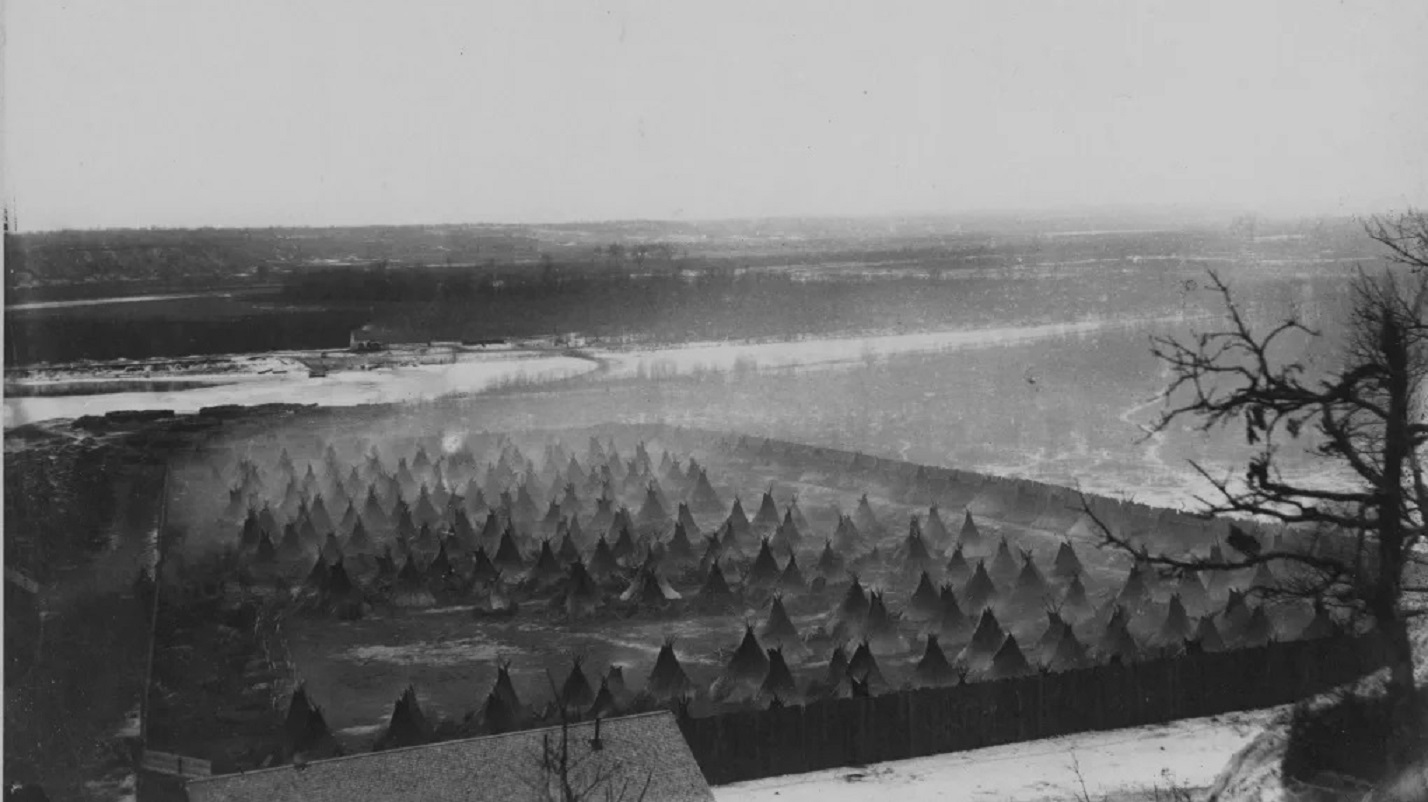
Lagărul de pe Insula Pike.

### Încarcerarea
Restul prizonierii indieni au rămas în închisoare în acea iarnă. În următoarea primăvară aceștia au fost transferați în Tabăra McClellan Davenport, Iowa, unde au fost ținuți închiși timp de aproape patru ani. Când au fost eliberați, o treime din prizonieri erau deja morți din cauza bolilor. Supraviețuitorii au fost trimiși alături de familile lor în Nebraska. Familile prizonierilor erau deja transferate în Minnesota. 

### Încarcerarea de pe Insula Pike
În această perioadă mai mult de 1600 de femei, copii și bătrâni din tribul Dakota au fost închiși într-un lagăr pe Insula Pike, lângă Fortul Snelling, Minnesota. Condițiile de trai și salubritatea erau dificile, iar peste 300 de indivizi au murit din cauza bolilor infecțioase. În aprilie 1863, Congresul Statelor Unite a desființat rezervația declarând toate tratatele precedente încheiate cu tribul Dakota ca fiind nule și a început procedurile de expulzare a întregii populații Dakota din Minnesota. O recompensă de 25$ per scalp a fost pusă pe capetele membrilor Dakota prinși în interiorul statului în încercarea de a duce la bun sfârșit acest plan. Singura excepție din legislație se aplica unui grup de 208 membri Mdewakanton care au rămas pe poziții neutre sau au ajutat coloniști albi în conflict.
În mai 1863, supraviețuitorii Dakota au fost obligați să urce pe nave de aburi și să fie mutați în Rezervația Crow Creek, în sud-estul teritoriului Dakota, loc puternic lovit de secetă în perioada respectivă. Mare parte din supraviețuitorii din Crow Creek s-au mutat trei ani mai târziu în Rezervația Niobrara în Nebraska.

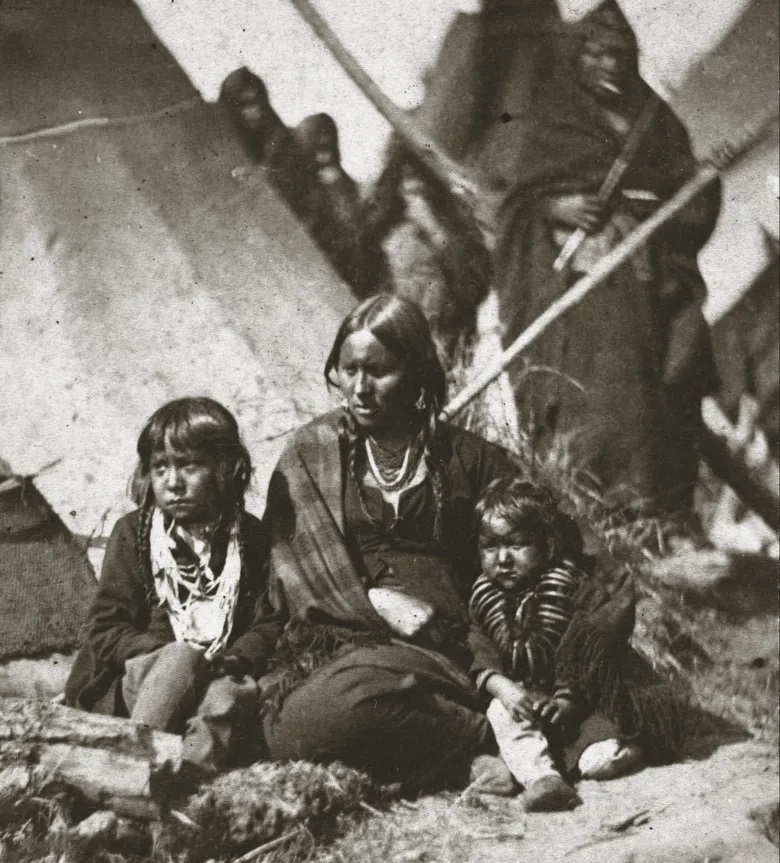
Soția căpeteniei Little Crow alături de doi copii în zona închisorii din Fortul Snelling, 1864.

### Relatări personale
Există numeroase mărturii a celor care au fost prezenți în momentul conflictelor sau raidurilor: De exemplu, compilația lui Charles Bryant intutlată Masacru Indian în Minnesota cuprindea descrieri grafice ale evenimentele preluate dintr-un interviu cu Justina Krieger:
„Domnul Massipost avea două fiice, tinere, inteligente și împlinite. Sălbaticii le-au ucis în cel mai brutal mod posibil pe acestea. Capul uneia din ele a fost ulterior descoperit - retezat de trup - prinsîntr-un cârlig de pescuit și spânzurat de un cui. Fiul său, un tânăr de 24 de ani, a fost de asemenea ucis. Domnul Massipost și un alt fiu în vârstă de 18 ani au reușit să plece spre New Ulm”.
„Fiica domnului Schwandt, însărcinată, a fost spintecată - după cum s-a aflat mai târziu -, iar copilul a fost luat din mamă și bătut în cuie într-un copac. Fiul domnului Schwandt în vârstă de 13 ani, despre care se presupune că ar fi fost bătut de către indieni până la moarte, a fost martor al întregii tragedii. A văzut cum copilul viu este luat din trupul surorii sale, Doamna Waltz, și bătut în cuie într-un copac din curtea casei. După ce a fost prins de copac s-a zbătut pentru o perioadă de timp. Acest fapt a avut loc în dimineața zilei de luni, 18 august 1862”.
S.P. Yeomans, editorul Sioux City Register, circa 30 mai 1863, a redactat în momentele ulterioare acestei terori că - în timp ce supraviețuitorii erau transportați către noile lor case - „fostul vapor iubit, Florence, a sosit la debarcaderul nostru marți; însă în locul fețelor voioase ale căpitanilor Throckmorten și Clerck Gorman le vedeam pe cele ale străinilor; și în loc să primim marfă pentru comercianții noștri, era plină de la un capăt la celălalt cu bătrâne și copii - aproape 1.400 în total -, rămășițele populației civile ale tribului Santee Sioux din Minnesota, în drum spre noua lor casă...”.

### Continuarea războiului
După expulzarea tribului Dakota, unii refugiați și războinici au reușit să ajungă pe teritoriile Lakota. Luptele dintre forțele Departamentului Nord-Vestic și cele ale tribului Lakota și Dakota au continuat de-a lungul anului 1864. În Expediția Sibley din 1863, colonelul Sibley însoțit de 2.000 de soldați au urmărit tribul Sioux până pe teritoriul Dakota. Armata acestuia a învins triburile Lakota și Dakota în patru bătălii majore: Bătălia de la Big Mound din 24 iulie 1863; Bătălia de la Lacul Dead Buffalo din 26 iulie 1863; Bătălia de la Lacul Stony pe 28 iulie 1863 și Bătălia de pe Dealul Whitestone pe 3 septembrie 1863. Deși tribul Sioux s-a retras mai departe, aceștia s-au confruntat cu Expediția Indiană Nord-vestică a lui Sully în 1864. Generalul Alfred Sully aflat în fruntea unei armate din Fortul Pierre, Dakota de Sud, a obținut o victorie decisivă împotriva tribului Sioux în Bătălia de la Muntele Killdeer pe 28 iulie 1864 și în Bătălia Badlands pe 9 august 1864. În următorul an, expediția lui Sully s-a angajat în acțiuni militare împotriva Sioux în teritoriul Dakota.

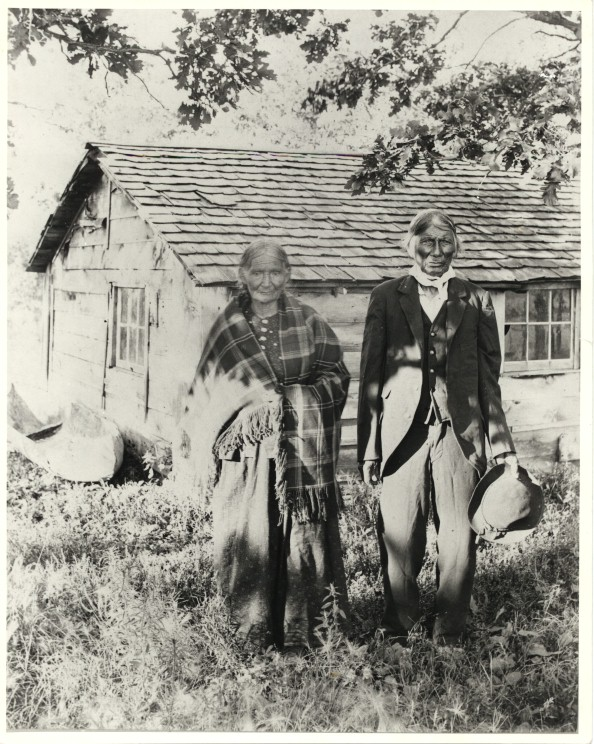
Andrew Good Thunder alături de soția sa, Sarah. Una dintre familile Dakota care s-au reîntors în Minnesota după încheierea războiului.

Conflictele au continuat. În doi ani, încălcarea de către coloniști a teritoriului Lakota a pornit războiul lui Red Cloud; dorința Statelor Unite de a controla Dealurile Negre în Dakota de Sud a condus la autorizarea de către guvern a ofensivei din 1876 - marele război Sioux. Până în 1881, majoritatea membrilor Sioux s-au predat forțelor militare americane. În 1890, masacrul de la Wounded Knee a pus capăt rezistenței Sioux.

### Minnesota postbelică
Valea Râului Minnesota și zonele înconjurătoare de prerie au fost abandonate de majoritatea coloniștilor pe parcursul războiului. Numeroasele familii care și-au părăsit fermele și casele nu s-au mai întors. Totuși, în urma războiului civil zona a fost recolonizată. Până la mijlocul anilor 1870, aceasta era din nou utilizată pentru agricultură. Rezervația Indiană Lower Sioux a fost restabilită în zona Agenției Lower Sioux lângă Morton. Doar începând cu anii 1930, Statele Unite a creat mica Rezervație Indiană Upper Sioux lângă Granite Falls, Minnesota. 
Deși unii membri Dakota s-au opus războiului, majoritatea au fost expulzați din Minnesota, inclusiv cei care au încercat să-i ajute pe coloniști. Căpetenia Yankton Sioux, Struck by the Ree, a trimis războinici să-i asiste pe aceștia, însă acest fapt nu a contat și acestuia nu i s-a permis să rămână înăuntrul statului imediat după conflict. Până în anii 1880, o parte din Dakota s-au mutat înapoi în valea Râului Minnesota - familiile Good Thunder, Wabasha, Bluestone și Lawrence. Aceștia au fost însoțiți de familile Dakota care au locuit sub protecția episcopului Henry Benjamin Whipple și a negustorului Alexander Faribault.

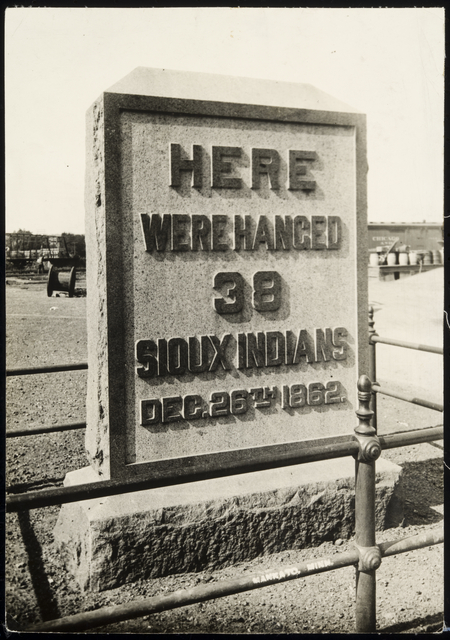
Monument care indică locul unde au fost spânzurați cei 38 de indieni Dakota în urma încheierii războiului din 1862. Inaugurată în 1912, a fost îndepărtată în 1971 și abandonată la mijlocul anilor 1990.

Până la sfârșitul anilor 1920, conflictul a început să pătrundă în tradiția orală din Minnesota. Relatările martorilor au fost comunicate în mod direct indivizilor care au supraviețuit până în anii 1970 și începutul anilor 1980. Poveștile cu indivizii și familile inocente care au căzut victime războinicilor Dakota au rămas în conștiința comunităților din preria central-sudica a Minnesotei.

### Monumente comemorative
Monumentul Statal Camp Release comemorează eliberarea a 369 de prizonieri în finalul conflictului și pe cele patru fațade ale monumentului din granit de 15.5 metri sunt inscripționate informații cu privire la bătăliile purtate de-a lungul râului Minnesota pe parcursul războiului, capitularea tribului Dakota și crearea monumentului. Imense monumente de piatră ridicate la câmpul de luptă Wood Lake și la Fortul Ridgely comemorează luptele și membrii armatei care și-au pierdut viață în conflict.
Localizat la intersecția străzilor Center și State, Monumentul Apărătorului a fost ridicat în 1891 de către guvernul Minnesota pentru a onora memoria apărătorilor care au ajutat New Ulm pe parcursul Războiului Dakota din 1862. Opera de artă de la bază a fost creată de artistul local Anton Gag. Acesta a fost mutat într-o altă locație în 1917 din motive de siguranță.
În 1912, un monument de patru tone a fost ridicat pe terenul unde a avut loc execuția în masă a celor 38 de membri Dakota în 1862. În 1971, orașul Mankato, Minnesota a îndepărtat monumentul și l-a plasat într-un depozit până la mijlocul anilor 1990 când acesta a dispărut. În 1992, orașul a cumpărat terenul și a creat Parcul Împăcării. Nu se menționează nicăieri execuția, însă câteva statui din piatră situate în interiorul parcului și în jurul acestuia au valoare comemorativă. Adunarea anuală Pow-wow în Mankato, organizată în septembrie, comemorează viețile celor executați și caută împăcare între comunitățile Dakota și cele americane. Birch Coulee Pow-wow, organizat de Ziua Muncii, onorează vieților celor uciși.
Un număr de monumente locale comemorează populația civilă albă ucisă în timpul războiului. Acestea sunt: monumentul din Acton, Minnesota dedicat celor care și-au pierdut viața în aactul de la ferma Howard Baker; monumentul Guri Endreson din Cimitirul Viktor Lutheran de lângă Willmar, Minnesota; monumentul din Browntown, Minnesota dedicat familiei albe și monumentul din Lake Shetek State Park care comemorează 15 coloniști uciși în acea zonă și lângă Slaughter Slough pe 20 august 1862.

## În cultura populară
- Răscoala și relațiile dintre Sioux și coloniști reprezintă o temă majoră în filmul suedez The New Land (1972) care descrie istorica execuție în masă. Stephen Farber din The New York Times afirma că cu privire la acesta că „portretizarea indienilor este unul dintre cele mai interesante lucruri prinse pe peliculă”.[38]
- Episodul „Little War on the Prarie” al programului radio This American Life discută moștenirea conflictului din Mankatp, Minnesota.
- În nuvela Little House on the Prarie a autoarei Laura Ingalls Wilder, aceasta își întreabă părinții cu privire la masacrul din Minnesota, însă aceștia refuză să-i ofere detalii.
- Documentarul The Past is Alive Within Us: The U.S.- Dakota Conflict din 2013 examinează implicarea statului Minnesota în Războiul Dakota în perioada războiului civil. Producția combină informații istorice și povești contemporane, având ca scop conturarea unei mai bune înțelegeri a interpretării istorice.
- Dakota 38 este un film independent creat în vederea documentării călătoriei parcurse de un grup de indieni din Lower Brule, Dakota de Sud către Mankato, Minnesota în memoria celor 38 de membri ai tribului executați acolo. Pelicula cinematografică transmite mesaje de iertare, restaurare și încurajare astfel încât urmașii acestor triburi să poată să depășească tragedia trecutului.
- Răscoala joacă un rol important în nuvela istorică The Last Letter Home a autorului suedez Vilhelm Moberg. Publicată pentru prima dată în 1959, The Last Letter Home este cea de-a patra nuvelă din cele patru volume intitulate The Emigrants, bazate pe cercetarea minuțioasă de către autor a actelor emigranților suedezi din colecțiile arhivate, inclusiv Societatea Istorică Minnesota.